# Душпастырь
«Душпастырь» — офіційний друкований орган Мукачівської та Пряшівської греко-католицьких єпархій. Видання щомісячника «Душпастырь» було розпочато 1924 року товариством «катехитів». Спочатку до редакції «Душпастыря» входили отці Степан Решетило, Т. Желтвай, Віктор Желтвай, Августин Волошин, К. Невицький, В. Лар, Й. Дюлай та ін. Відповідальним редактором з 1 січня до 1 вересня 1924 року був о. Степан Решетило; з жовтня 1924 року до 1935 року — голова товариства «катехитів», консисторіальний нотар о. Олександр Ільницький; у 1935—1939 роках — русофіл о. Юлій Гаджега. Від 1934 року « Душпастырь» був лише формально офіційним органом для Пряшівської єпархії. Проугорська діяльність о. Олександра Ільницького та його антинародовська позиція, особливо налаштованість проти о. Августина Волошина та о. Юлія Гаджеги, призвели до занепаду видання. Друкування часопису остаточно припинилося 1939 року.